# Kathy Dobie
Katy Dobie (Connecticut, 12 maggio 1955) è una giornalista e sceneggiatrice statunitense.

## Carriera
Da sempre appassionata ai crimini e all'investigazione, Kathy Dobie inizia la sua carriera nel febbraio del 1998, andando sulle scene di crimini e aiutando l'FBI . In seguito, vince il premio National Magazine Award nel 2009 grazie al suo articolo The long shadow of a War in cui riportava la storia di Cecil Wilson. Nel 2020 scrive l'undicesimo episodio della ventunesima stagione serie televisiva crime Law & Order - Unità vittime speciali, aggiudicandosi un Edgar Award.

## Premi e riconoscimenti
- 2009 - National Magazine Award (Candidata)
- 2012 - Deadline Club Award (Vincitrice) con Tiny Little Laws: A Plague of Sexual Violence in Indian Country [2]
- 2020 - Edgar Award (Vincitrice) per la miglior sceneggiatura in Law & Order: SVU